# Heliopora hiberniana
Heliopora hiberniana ist eine Korallenart, die bisher nur von einigen Korallenriffen an der Küste von Inseln bekannt ist, die der Küste des nordwestlichen Australiens vorgelagert sind. Sie wurde erst Anfang 2019 beschrieben und ist neben der lange bekannten Blauen Koralle (Heliopora coerulea) die zweite rezente Art der Gattung Heliopora und der Familie Helioporidae, einer riffbildenden Gruppe aus der Unterklasse der Oktokorallen.

## Merkmale

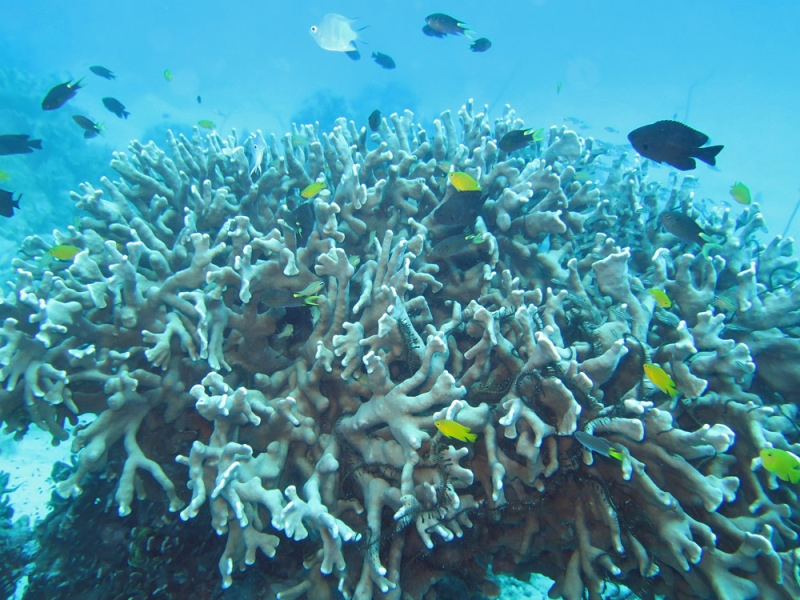
Eine Heliopora-Kolonie im Lizard-Island-Nationalpark, die in ihrem äußeren Erscheinungsbild Heliopora hiberniana ähnelt.

Heliopora hiberniana bildet stark verzweigte Kolonien, die einen maximalen Durchmesser von 40 cm erreichen können. Wie bei der Blauen Koralle besteht das Skelett aus kristallinem Aragonit. Die Hauptäste sind wie kurze, maximal 30 cm lange Baseballschläger geformt. Die kleinen Verzweigungen mit einem Durchmesser von weniger als 15 mm sind an der Basis rund und haben in den meisten Fällen abgerundete, etwas abgeflachte Spitzen. Auf einer Oberfläche von 5 mm² zählt man 9 bis 17 Autoporen (Korallenkelche der Helioporidae), die einen Durchmesser von 0,58 bis 0,69 mm haben. Die Autoporen werden von 12 bis 15 Pseudosepten unterteilt.
Von der Blauen Koralle unterscheidet sich Heliopora hiberniana durch ihre schlankere Wuchsform. Außen sind die Kolonien von brauner Farbe. Im Unterschied zur Blauen Koralle, die ein aufgrund von verschiedenen Eisensalzen blau gefärbtes Skelett hat, ist das Skelett von Heliopora hiberniana weiß oder weißlich-blau. Von der ausgestorbenen Art Heliopora  fijiensis unterscheidet sich H. hiberniana durch die feineren Verzweigungen und kleinere Autoporen mit weniger Pseudosepten.

## Lebensweise
Heliopora hiberniana kommt unter anderem im Ashmore-Riff und im Hibernia-Riff vor und wächst dort eng zusammen mit Grünalgen der Gattung Halimeda in Tiefen von einem bis zwölf Metern. Im Ashmore-Riff lebt sie sympatrisch mit der Blauen Koralle. Zwischen den Ästen lebt Alpheus obesomanus, eine Art der Knallkrebse. Kommensale Würmer fehlen. Gegenüber der Korallenbleiche scheint Heliopora hiberniana recht widerstandsfähig zu sein.

## Belege
1. 1 2 3 4  Zoe T. Richards, Nina Yasuda, Taisei Kikuchi, Taryn Foster, Chika Mitsuyuki, Michael Stat, Yoshihisa Suyama und Nerida G. Wilson. 2018. Integrated Evidence Reveals A New Species in the Ancient Blue Coral Genus Heliopora (Octocorallia). Scientific Reports. 8, 15875. DOI: 10.1038/s41598-018-32969-z